# 越南共和國地方軍和義軍
地方軍和義軍（越南语：／），原名保安與民衛，是越南共和國的自衛和作戰部隊。地方軍和義軍視黎利和黎來爲聖祖。

## 歷史

### 地方軍
1955年成立的保安團（Bảo an đoàn）是在越南北部的的保政團（Bảo chính đoàn）、中越的義勇團（Nghĩa dũng đoàn）和越南南部的越兵團（Việt binh đoàn）的基礎上成立的，並吸收了1954年向南方遷移的北方基督徒的一部分。自1955年4月8日起，保安團隸屬於越南共和國內務部。
1964年5月1日，保安團更名爲地方軍，並組織爲各連（約100人）。與此同時，保安監督總署（Nha Tổng giám đốc Bảo an“衙總監督保安”）更名爲中央指揮部（Bộ chỉ huy Trung ương），後更名爲地方軍和義軍司令部（Bộ tư lệnh Địa phương quân và Nghĩa quân）。
此後，地方軍和義軍隸屬於總參謀部，在各小區、支區（縣）的直接調動下在各軍區活動。連被提升為營級，後被提升爲聯團。

### 義軍
義軍的前身是民衛團（Dân vệ đoàn），成立旨在取代鄉鎮自衛隊（Tự vệ Hương thôn）和保護鄉村的安全。
1964年5月12日，民衛團更名爲義軍。組織到排和聯排（Liên Trung đội）一級。主要任務是在支區和分支區（社）一級範圍內活動。